# Memphis Championship Wrestling
Memphis Championship Wrestling (MCW) fue una promoción de lucha libre profesional a cargo de Terry Golden, con sede en Memphis, Tennessee. El primer evento de la promoción fue el 20 de febrero de 2000, y se mantuvo activo hasta mediados de 2001. Fue empleada de la promoción World Wrestling Federation (WWF) como territorio de desarrollo, por lo que la lista estaba compuesta principalmente de luchadores siendo preparados para el prime time o los que ya se habían establecido allí, y que estaban volviendo de una lesión.

## Historia

### Inicios
Durante junio de 2001, se supo que la World Wrestling Federation denominó y compró a la Memphis Championship Wrestling como su territorio de desarrollo. Varios de los luchadores que trabajaban allí como American Dragon, Christian York, Joey Abs, Joey Matthews, Rodrageous, Shooter Schultz, y Spanky, a quienes se les finiquitó sus contratos.
Con el talento de desarrollo restante de la WWF, tales como Steve Bradley, Victoria, Lance Cade, The Island Boyz (Ekmo y Kimo) y los Haas Brothers (Charlie y Russ). Fueron reasignados de Memphis, a Heartland Wrestling Association, en Cincinnati, Ohio. Que salieron de la promoción, dejando a la promoción con pocos o ningún talento dejando a la promoción fuera de negocio.

### Unleashed!
El programa de televisión de la Memphis Championship Wrestling Unleashed! salió al aire por WLMT-TV todos los sábados por la mañana a las 11:00 a. m. y la madrugada del domingo a las 1:30 a. m. El espectáculo fue conducido por Lance Russell, David Webb, David Jett, con Kevin Kelly quien más tarde fue el animador.
Después del cierre de la promoción, el programa de televisión de la MCW se componía de entrevistas sinceras con muchos de los talentos activos. Pronto, estos programas de televisión se compusieron de repeticiones antiguas y en los próximos meses se retiraron finalmente por el canal de televisión.

## Campeonatos
- MCW Southern Heavyweight Championship
- MCW Southern Tag Team Championship
- MCW Hardcore Championship
- MCW Southern Light Heavyweight Championship

### Antiguos empleados
- Joey Abs
- American Dragon
- The Blue Meanie
- Steve Bradley
- Bradshaw
- Lance Cade
- Bo Dupp
- Jack Dupp
- Ekmo
- Faarooq
- Pete Gas
- Charlie Haas
- Russ Haas
- David Jett (anunciador)
- Kevin Kelly (anunciador)
- Kimo
- K-Krush
- Jerry Lawler
- Joey Matthews
- Todd Morton
- Jim Neidhart
- Bull Pain
- Lord Steven Regal
- Rodrageous/Rodney
- Lance Russell (anunciador)
- Seven
- Shooter Shultz
- Spanky
- Victoria
- David Webb (anunciador)
- Christian York

Equipos
- The APA (Faarooq & Bradshaw)
- The Dupps (Bo & Jack Dupp)
- Haas Brothers (Russ & Charlie)
- The Island Boyz (Ekmo & Kimo)
- Joey Matthews & Christian York
- The Mean Street Posse (Joey Abs, Pete Gas & Rodney)
- The New Foundation (Blue Meanie & Jim Neidhart)